# Ochodaeus capicola
Ochodaeus capicola is een keversoort uit de familie Ochodaeidae. De wetenschappelijke naam van de soort is voor het eerst geldig gepubliceerd in 1901 door Peringuey.